# Bitwa pod Malplaquet
Bitwa pod Malplaquet – starcie zbrojne wojsk francuskich z koalicyjną armią angielsko-holendersko-austriacką, które miało miejsce 11 września 1709 podczas hiszpańskiej wojny sukcesyjnej; uważane za jedną z najważniejszych bitew tej wojny.

## Wprowadzenie
Wymanewrowany przez sprzymierzonych ze swych pozycji między rzekami Scarpe i Lys, dowodzący wojskami francuskimi marszałek de Villars wycofał się do Quiévrain i po skoncentrowaniu tam sił, zdecydował się wyruszyć na odsiecz zagrożonej twierdzy Mons. Siły oddane pod jego dowództwo oraz marszałka de Boufflersa liczyły 80 tysięcy ludzi zgrupowanych w 130 batalionach, 260 szwadronach i z 80 działami. Dotarłszy do Taisnières-sur-Hon i sąsiedniego Malplaquet, Francuzi uszykowani w 4 kolumnach z wysuniętą artylerią zamierzali przekroczyć  przesmyk między lasami Bois de Sars i Bois de Langnières, położony na szlaku do Mons.
W niewielkiej odległości na ich drodze stały znacznie silniejsze angielsko-cesarsko-holenderskie wojska aliantów pod wodzą księcia Marlborough i księcia Eugeniusza Sabaudzkiego. Dysponowali oni siłą 120 000 żołnierzy (128 batalionów i 253 szwadronów) oraz 100 dział. Późno jednak zaobserwowane ruchy nieprzyjaciela spowodowały, że w okolicę międzyleśnego przesmyku zaczęto z opóźnieniem kierować poszczególne brygady (co praktycznie umożliwiało pokonanie aliantów przed skupieniem całości ich sił). Mimo to, ograniczony królewskimi instrukcjami de Villars nie zdecydował się na rozpoczęcie bitwy w korzystnych warunkach i zaskoczony, z marszu postanowił przejść do obrony, licząc się też z liczebną przewagą przeciwnika.

## Działania poprzedzające

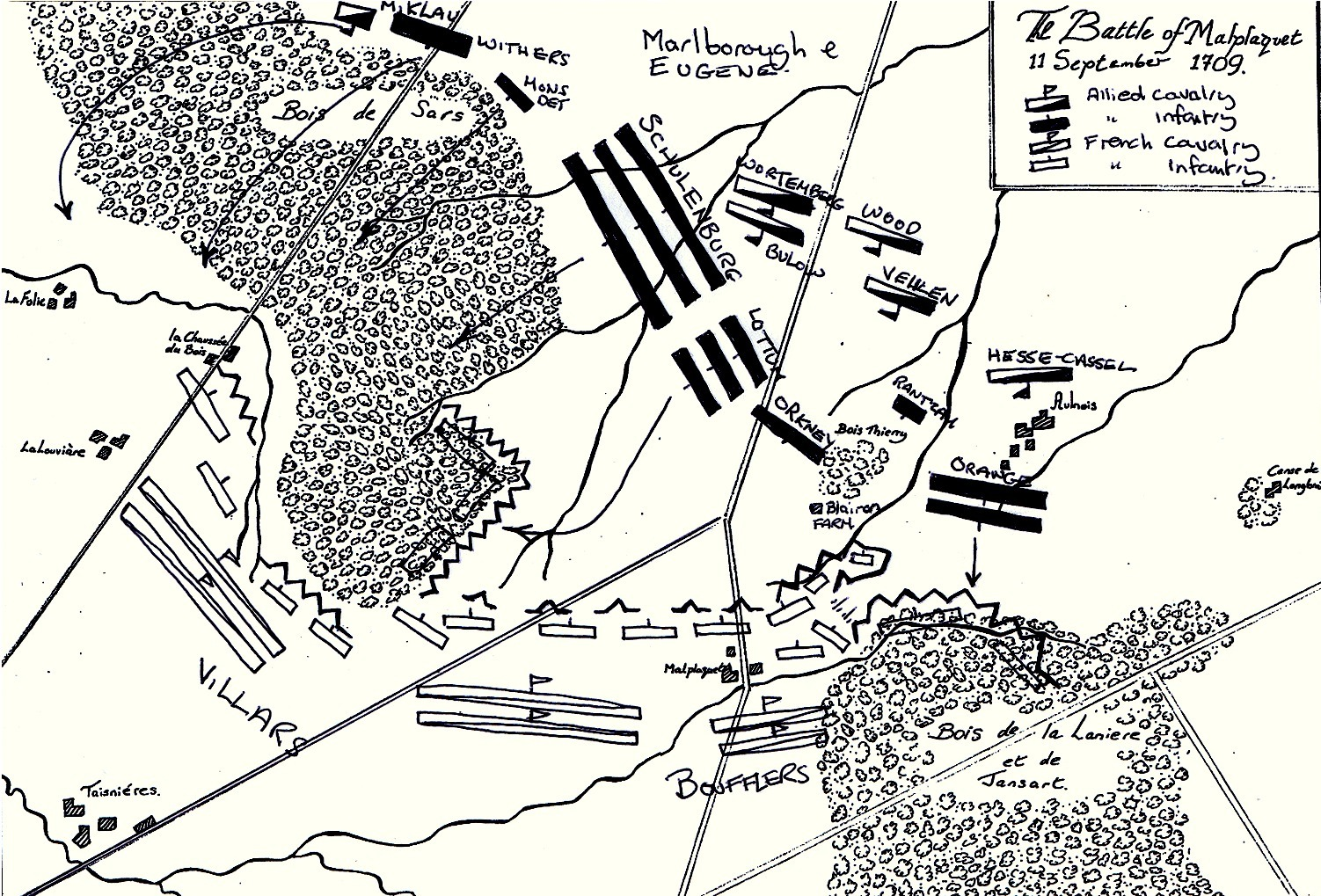
Sytuacyjny plan bitwy – rozmieszczenie sił i najważniejsze manewry

Zajmując przed leśnym przesmykiem defensywną pozycję, oddziały francuskie okopały się w fortyfikacjach polowych, tworzących na długości ok. 3,5 km linię otwartych z tyłu szańców ziemnych, z lukami dla wypadów kawalerii, przy czym najsilniejsze umocnienia (3 linie) zbudowano w centrum. Oprócz potężnych zasieków wykorzystano pojedyncze zabudowania, opierając skrzydła frontu o skraj (lizenę) obu lasów w postaci swoistych bastionów obsadzonych piechotą i artylerią. De Boufflers dowodził silniejszym prawym skrzydłem i centrum, podczas gdy nad lewym komendę miał de Villars.
Takie rozmieszczenie sił Francuzów i brak słabych punktów w ich froncie sprawiły, że wbrew swym dotychczasowym zasadom taktycznym ks. Marlborough zmuszony został do zwarcia czołowego w postaci frontalnego natarcia na umocnienia francuskie. Natomiast Eugeniusz Sabaudzki po rozpoznaniu nieprzyjacielskich pozycji zamierzał szukać rozstrzygnięcia batalii na lewym skrzydle Francuzów, kierując tam 2/3 piechoty, a jedynie wiążąc demonstracyjnym natarciem ich prawe skrzydło wraz z centrum. W ciągu kolejnych dni, gdy ściągnięto dalsze oddziały wojsk sprzymierzonych (9-11 września), rozmieszczono ich piechotę w 3 rzutach na skrzydłach i w centrum (przy czym 2 silne bataliony naprzeciw skrzydeł pierwszego rzutu francuskich pozycji), zaś w lukach i w odwodzie umieszczając kawalerię. Ks. Marlborough objął dowodzenie skrzydłem lewym i centrum, ks. Eugeniusz miał dowodzić prawym, manewrowym.

## Bitwa

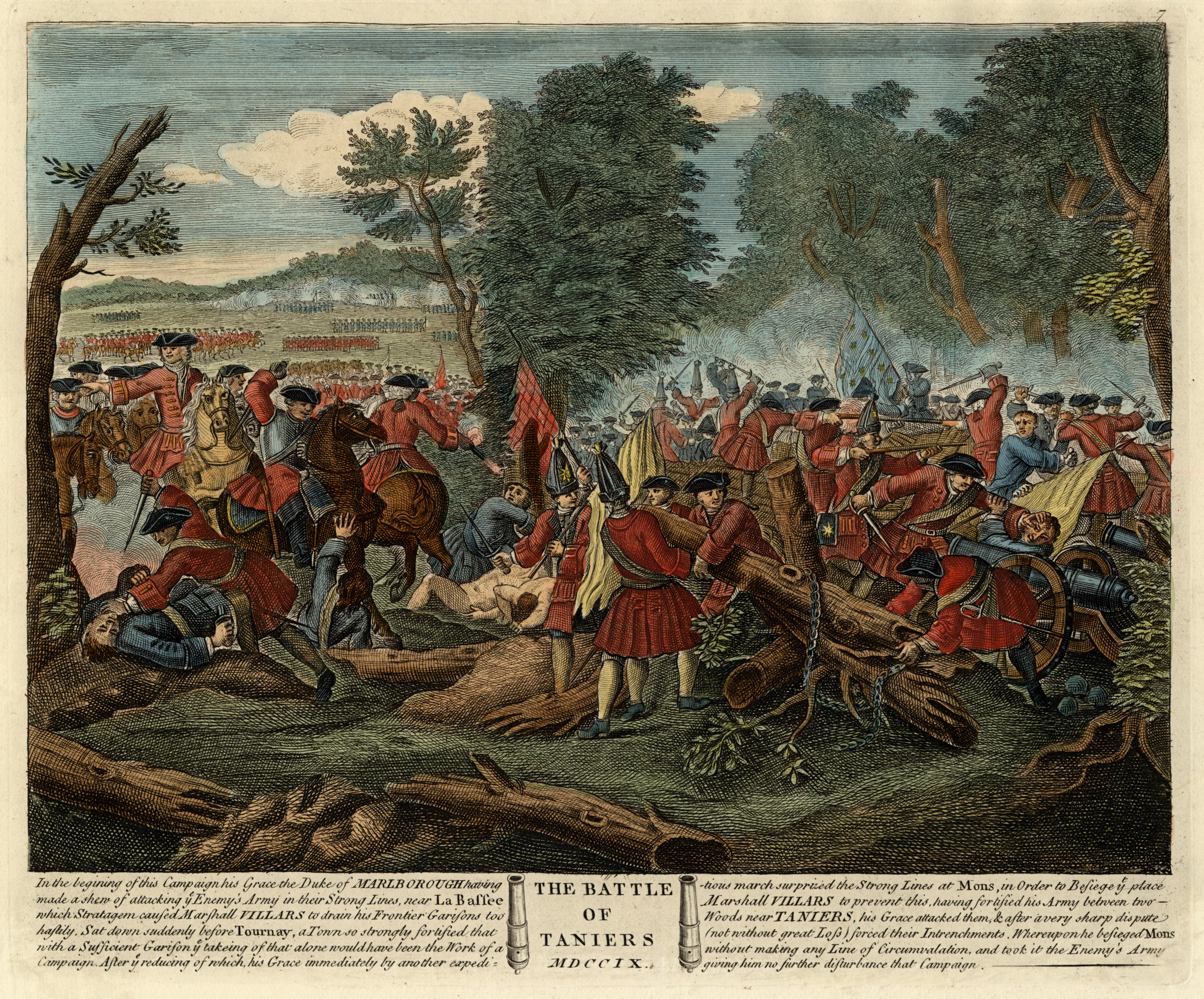
Zdobywanie zasieków przez brytyjską piechotę

11 września rano ruszyło natarcie aliantów i choć ich wstępne ataki na prawe skrzydło Francuzów zostały odparte, oddziały ks. Marlborough ostatecznie zajęły skraj lasu Langnières i podjęły w nim walki dla przeniknięcia w głąb nieprzyjacielskich pozycji. Na prawym skrzydle po silnym przygotowaniu artyleryjskim (2 baterii z 75 działami) o 9:00 zaatakowali Austriacy, zapoczątkowując generalne natarcie. Od początku wspierając czołowe natarcie ruchem oskrzydlającym piechoty, ks. Eugeniusz również zaczął w zaciekłym boju wypierać oddziały francuskie z wysuniętych pozycji ich lewego skrzydła. Pod naporem tego ataku I linia pozycji francuskich została utracona. De Villarsa zmusiło to do ściągnięcia z centrum części piechoty, która uderzyła na występującą z lasu Sars piechotę cesarską. Na prawym skrzydle de Boufflers, który z trudem powstrzymywał chaotyczne, lecz energiczne ataki holenderskiej piechoty księcia Orańskiego, również osłabił centrum, ściągając stamtąd dla wsparcia kolejne oddziały. Holendrzy mimo ciężkich strat przełamali obronę przeciwnika i rozproszyli go na tyle, że marsz. de Boufflers nie był w stanie przyjść z pomocą Villarsowi, który w tym czasie kontratakował piechotę Eugeniusza Sabaudzkiego. Ranny kulą muszkietową w kolano, przestał jednak kierować działaniami, a całość dowodzenia przejął de Bufflers.

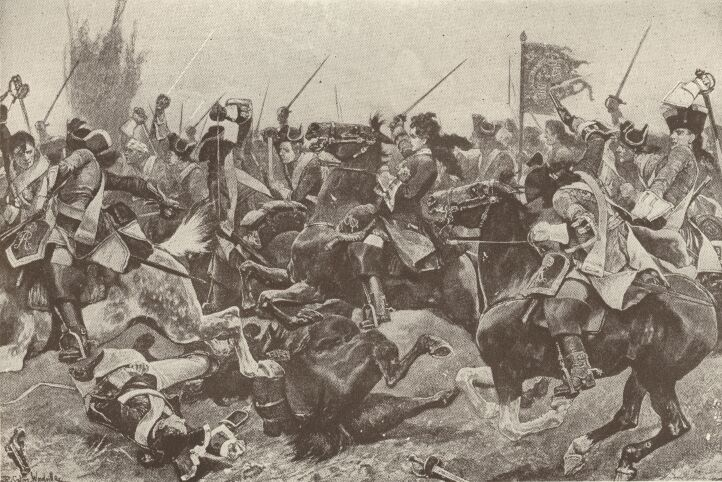
Szarża jazdy angielskiej (mal. Richard Caton Woodville)

Tymczasem ks. Marlborough wprowadził „wielką baterię” z 40 dział w sam środek linii Francuzów, kierując jej ogień przeciwko ich kawalerii, oczekującej za linią własnej piechoty na przejście do kontrataku. Huraganowy ostrzał z użyciem również kartaczy nie tylko uniemożliwił Francuzom skuteczne dokonanie tej szarży, ale pośrednio miał też wpływ na wynik bitwy, naruszając zarazem nieprzyjacielskie rezerwy. Alianci, którzy opanowali umocnienia centrum, rzucili następnie do szarży swą jazdę. Zdołała ją odeprzeć kawaleria francuska, która jednak w pościgu natrafiła na angielską piechotę Orkneya i wskutek jej ognia zmuszona była wycofać się z wielkimi stratami.
Armia francuska zdolna była jeszcze do przegrupowania swych sił, lecz przeciwnik nie dał na to czasu. Atakując na całym froncie, Marlborough i Eugeniusz Sabaudzki ok. 15:00 zmusili w końcu Francuzów do odwrotu. W centrum szwadrony jazdy wspierane z bliska batalionami piechoty, przetoczyły się przez opuszczone reduty francuskie i zaatakowały na równinie pozostałą jazdę Francuzów. W boju tym uczestniczyło co najmniej 30 tysięcy ludzi i mogło to być jedno z największych starć kawalerii w dziejach. Marszałek de Boufflers usiłował jeszcze ratować sytuację, kierując piechotę do ponawianych kontrnatarć dla odzyskania utraconych stanowisk i atakując kawalerią, która próbowała odparować natarcie na lewą flankę. Jednak wzmożony nacisk nieprzyjaciela na lewym skrzydle zagrażał już tyłom armii francuskiej. W tej sytuacji głównodowodzący wydał rozkaz odwrotu. Sprzymierzeni wskutek strat nie byli w stanie podjąć pościgu za wycofującym się w porządku nieprzyjacielem.

## Podsumowanie

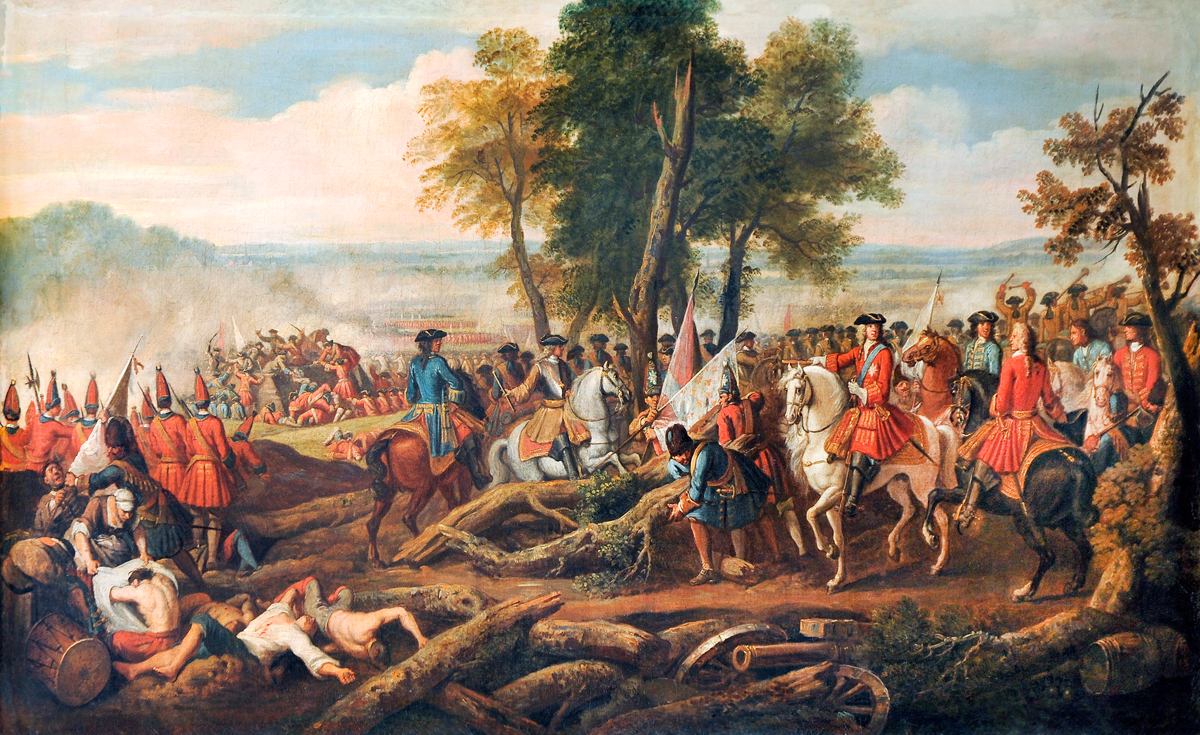
Zwycięscy książęta w zdobytych fortyfikacjach francuskich

Była to najkrwawsza bitwa tej wojny i w tej epoce, w której poniesione straty praktycznie uniemożliwiły ofensywę sprzymierzonych na Paryż. Zadowolony mimo przegranej marszałek de Villars pisał do króla: Jeśli Bóg w swej łaskawości pozwoli nam przegrać jeszcze jedną taką bitwę, Wasza Królewska Mość może liczyć, że nieprzyjaciel zostanie całkowicie zniszczony.
Jej zmagania wykazały też trudność zdobywania w tamtych czasach dobrze umocnionej terenowej pozycji obronnej oraz o skuteczności ognia piechoty prowadzonego zza osłony do zwartych szyków nieprzyjaciela. Historycy wojskowości oceniają, że łączne straty sięgające 36 tys. ludzi w zabitych i rannych, nie mają sobie równych aż do czasu bitwy pod Borodino w 103 lata później.
W działaniach tego okresu wojny sukcesyjnej starcie pod Malplaquet stanowiło punkt zwrotny. Mimo taktycznej przegranej, wcześniej mocno zdemoralizowana armia francuska odzyskiwała nadwerężone morale i pewność. Jej porażka, która dla sprzymierzonych okazała się pyrrusowym zwycięstwem, umożliwiła przyszły sukces Francuzów pod Denain.

## Przypisy

Umundurowanie stron walczących
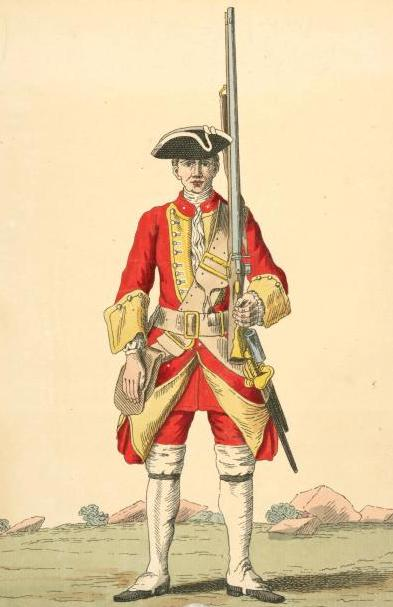
Piechur brytyjski z pierwszej połowy XVIII wieku
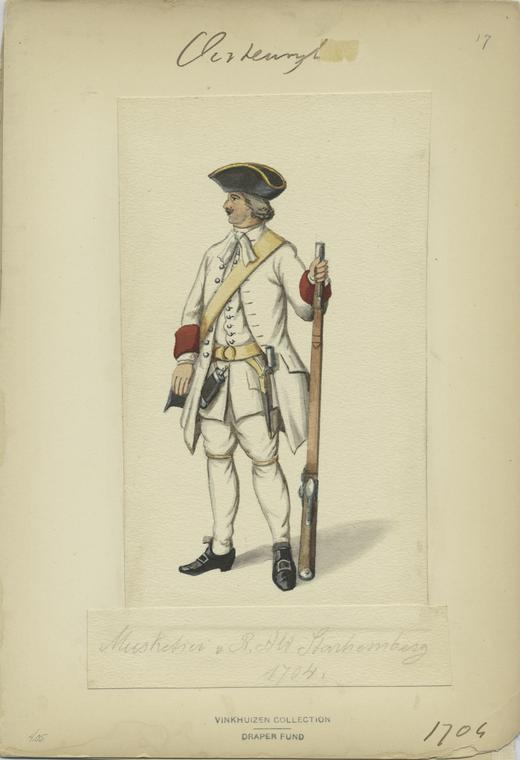
Muszkieter austriacki (1704)
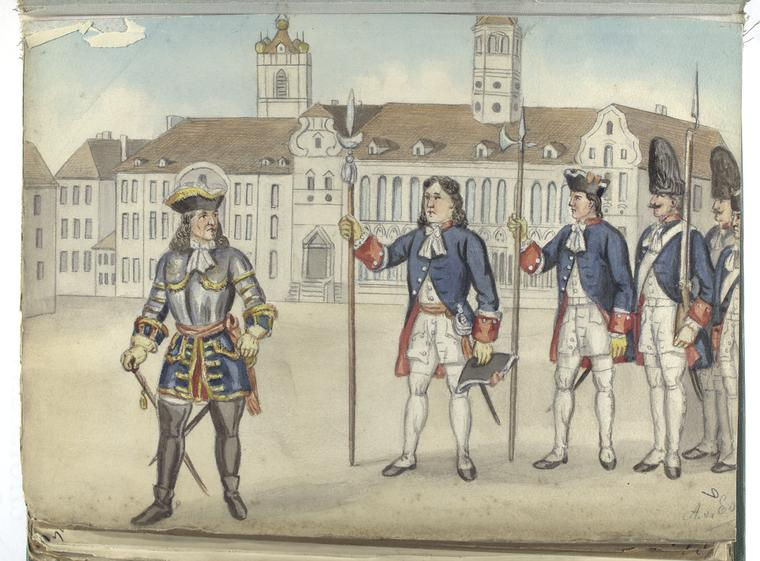
Piechota wojsk holenderskich: kapitan, fizylier, grenadier (1718)
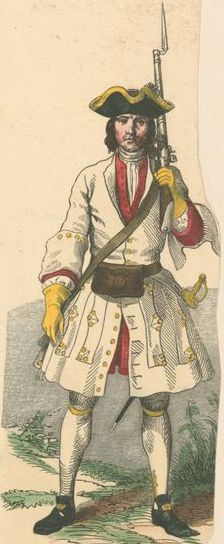
Piechur francuski (1710)